# دانالد جاستیس
دانالد جاستیس (انگلیسی: Donald Justice؛ ۱۲ اوت ۱۹۲۵ – ۶ اوت ۲۰۰۴) یک دانشمند در زمینه اهل ایالات متحده آمریکا بود.
وی همچنین برنده جوایزی همچون کمک هزینه گوگنهایم و جایزه پولیتزر برای شعر شده‌است.
دانالد جاستیس با وجود شهرت‌اش در دنیای ادبیات، در ایران چنان شناخته شده نیست. پس از مرگ جاستیس در سال ۲۰۰۴، بنیادی به نام آیریس اسپنسر در دانشگاه وست‌چستر هر ساله جایزهٔ شعر جاستیس را به شاعران آوانگارد آمریکایی اعطا می‌کند و به همین بهانه بزرگ‌داشتی برای او برگزار می‌کند. شاعرانی چون کیم برایدفورد، ژولی کین و جان پوچ تاکنون جایزهٔ جاستیس برده‌اند.